# Spanyol hangtan

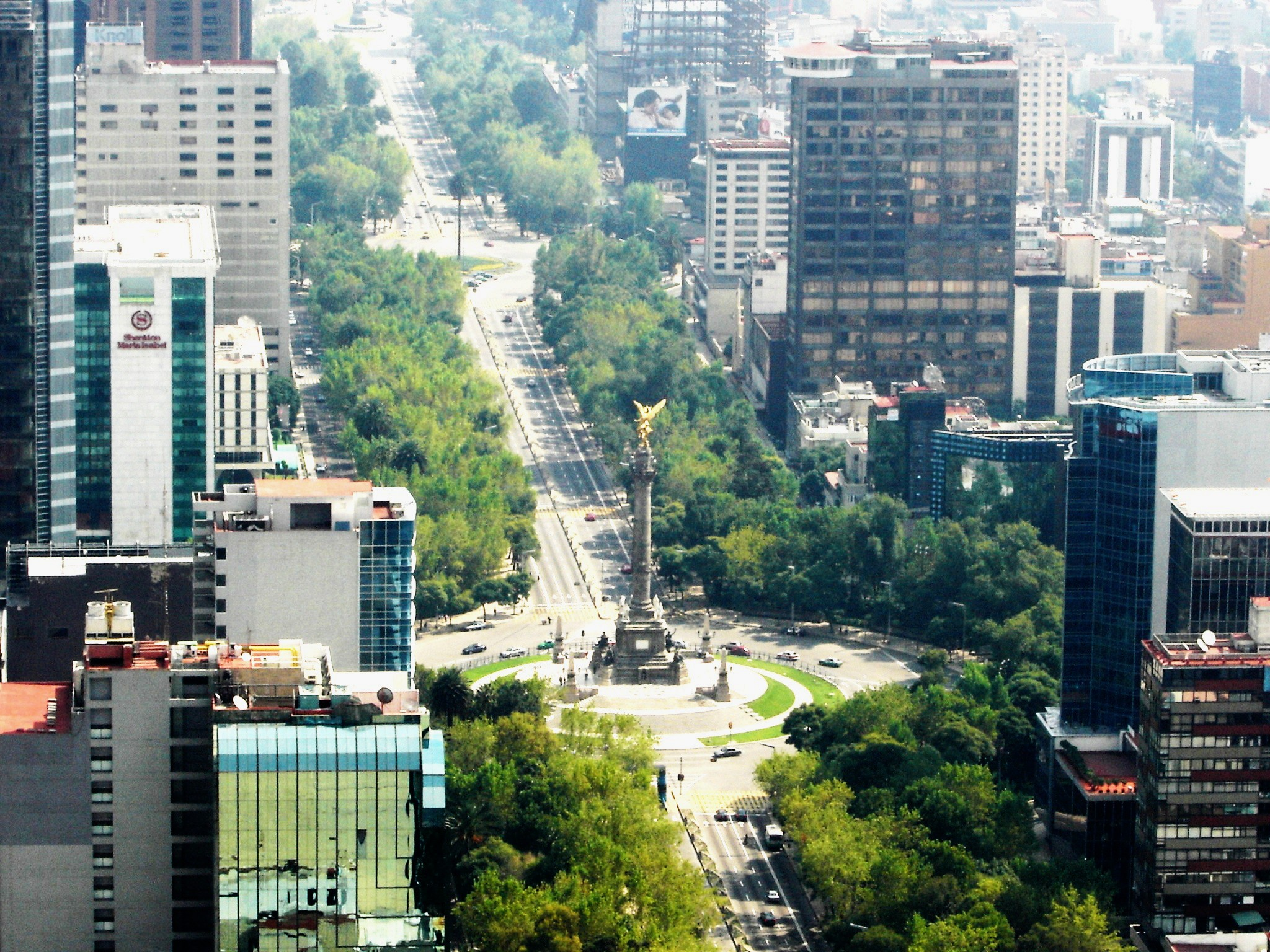
Mexikóváros, a legnagyobb spanyol ajkú ország fővárosa és a világ legnépesebb spanyol nyelvű városa a Paseo de la Reforma sugárúttal a Torre Mayorból

A spanyol nyelv hangrendszere közepes mértékben távolodott el a latinétól. A többi újlatin nyelvéhez képest viszonylag egyszerű: mindössze öt – tisztán ejtett – magánhangzót tartanak számon, a mássalhangzók között pedig nincsenek meg a többi újlatin nyelvre jellemző c, dz, dzs, s, z, zs hangok, beszélői csak a cs és sz hangokat képezik. Ugyanakkor az újlatin nyelvekhez hasonlóan a spanyolban megtalálhatóak a kettőshangzók, amelyek közül legjellemzőbbek az ie és ue (a latin rövid Ĕ és Ŏ folytatásaiként), valamint szintén létezik néhány palatális mássalhangzó, ilyenek a ch, ll, y, ñ. A szócikkünkben a sztenderd nyelvváltozatok kiejtésének leírására törekedtünk, szükségszerűen utalva a különböző regionális, illetve népies ejtésmódokra, valamint a spanyolországi és a latin-amerikai nyelvváltozatok közötti lényegesebb eltérésekre.

## A spanyol ábécé
A hivatalos spanyol ábécét (abecedario) a következő 27 betű alkotja:
a b c d e f g h i j k l m n ñ o p q r s t u v w x y z
Megjegyzés: a K és W betűket – a latinhoz és a többi újlatin nyelvhez hasonlóan – csak idegen szavakban használják.

## Magánhangzók
Öt magánhangzó-fonéma van a spanyol nyelvben: a, e, i, o, u; mindegyikük előfordulhat hangsúlyos és hangsúlytalan helyzetben egyaránt. Hangértékük az alábbi:
- a – rövid magyar („palócos”) á hang. Például amar [aˈmar] ’szeretni’.
- e – a magyar (zárt) e hangnak felel meg. Nem ejtik annyira nyíltan, mint egyes magyar nyelvjárásokban. Hangsúlytalan helyzetben az a, e, o magánhangzók mellett egészen rövid é, amely a köznyelvben gyakran i vagy j lesz: tráemelo [ˈtrajmelo] ’hozd ide nekem’, cráneo [ˈkranio] ’koponya’, mareé [mariˈe] ’elszédültem’; mindazonáltal a választékos nyelvhasználatban az efféle kiejtés kerülendő.
- i – magyar i. Például sí [ˈsi] ’igen’, ibas [ˈiβas] ’jártál’. (Lásd még a →kettőshangzók és →hármashangzók szakaszokat.)
- o – megfelel a magyar o hangnak. Például octavo [okˈtaβo] ’nyolcadik’.
- u – magyar u. Például tú [ˈtu] ’te’, uva [ˈuβa] ’szőlő’. (Lásd még a →kettőshangzók és →hármashangzók szakaszokat.)

A magánhangzóknak – hangkörnyezettől és nyelvjárástól függően – lehetnek nyíltabban vagy zártabban ejtett változataik (allofónjaik), akárcsak a magyar tájszólásokban. A hosszúságnak nincs megkülönböztető szerepe, a magánhangzók megnyúlása csak a hangsúly kísérőjelenségeként fordul elő (nyelvjárástól, egyéntől, illetve a beszéd érzelmi töltetétől függően).

### Kettőshangzók
Különleges esetek
Az alábbi szavakban a hangsúlytalan i vagy u nem mindenki számára félhangzó, tehát ezek a szavak a kiejtés szempontjából kétszótagúak is lehetnek:
- a criar /kri-ár/ ige bizonyos alakjai: criais, crieis, crie, crio;
- a fiar /fi-ár/ ige bizonyos alakjai: fiais, fieis, fie, fio;
- a fluir /flu-ír/ ige bizonyos alakjai: fluis, flui;
- a freír ige bizonyos alakjai: friais, frio;
- a fruir /fru-ír/ ige bizonyos alakjai: fruis, frui;
- a guiar /gi-ár/ ige bizonyos alakjai: guiais, guieis, guie, guio;
- az huir /u-ír/ ige bizonyos alakjai: huis, hui;
- a liar /li-ár/ ige bizonyos alakjai: liais, lieis, lie, lio;
- a piar /pi-ár/ ige bizonyos alakjai: piais, pieis, pie (/pi-é/, szemben a pie /pjé/ alakkal, amelynek jelentése ’láb’), pio;
- a reír ige bizonyos alakjai: riais, rio
- a guion /gi-ón/, hiato /i-á-to/, ion /i-ón/, truhan főnevek.

Kettőshangzónak (diptongo) nevezzük két magánhangzó egy szótagot alkotó bonthatatlan kapcsolatát. A spanyolban a hangsúlytalan i vagy u, azaz a két legzártabb magánhangzó (ún. vocales débiles) és egy másik magánhangzó kapcsolata alkothat diftongust: ebben az esetben az i vagy u igen röviden, szinte j-nek [j] és v-nek [w] hangzik (ún. semivocales, azaz félhangzók); míg a másik hang pedig teljes értékű, szótagalkotó magánhangzó. Leegyszerűsítve tehát, a kettőshangzó egy félhangzó és egy szótagalkotó magánhangzó kapcsolatát jelenti.
A spanyolban összesen 14 kettőshangzót tartanak számon az alábbi csoportosításban:
- ereszkedő kettőshangzók (diptongos decrecientes) – a szótagalkotó magánhangzó az első elem:
  - ai, ei, oi; például aire [ˈajre] ’levegő’, seis [sɛjs] ’hat’ (szám), oigo [ˈojgo] ’hallom’;
  - au, eu, ou; például aula [ˈawla] ’(tan)terem’, Europa [ewˈropa], estadounidense [estadowniˈdense] ’USA-beli’;
- emelkedő kettőshangzók (diptongos crecientes) – a szótagalkotó magánhangzó a második elem:
  - ia, ie, io, iu; például patria [ˈpatrja] ’haza’, siete [ˈsjɛte] ’hét’ (szám), odio [ˈodjo] ’utálat’, triunfaste [trjunˈfaste] ’győztél’;
  - ua, ue, ui, uo; például agua [ˈagwa] ’víz’, cuento [ˈkwento] ’mese’, cuidar [kwiˈdar] ’vigyázni’, antiguo [anˈtigwo] ’régi’.

A fenti magánhangzó-kapcsolatok azonban nem feltétlenül alkotnak minden szóban és minden esetben fonetikailag kettőshangzót (például a riendo – ’nevetéssel, nevetve’ – szóban az ie két különböző szótaghoz tartozik: [riˈendo] ); mindazonáltal, a helyesírás szempontjából – konvencionálisan, az egyszerűség kedvéért – az ilyen kapcsolat mindig kettőshangzónak minősül.
Megjegyzések
- A szókezdő hie- kiejtése [je-] vagy [ʝe-]: például hielo [ˈjelo] vagy [ˈʝelo] ’jég’. A szókezdő hua-, hue- és hui- kettőshangzók ejtése általában egy gyenge g-vel történik – [gwa-], [gwe-] és [gwi-]; például huapango [gwaˈpango] <mexikói néptánc>, huevo [ˈgweβo] ’tojás’, Huicho [ˈgwit͡ʃo] <férfi becenév>.
- A kiejtés szempontjából szintén kettőshangzónak számít a szóvégi -ay [aj], -ey [ɛj], -oy [oj], -uy [uj] ~ [wi], azonban a helyesírásra és a hangsúlyozásra tekintettel az y mássalhangzó. A helyesírás szempontjából kettőshangzónak minősül az a hangzókapcsolat is, ahol i/u és magánhangzó között néma h áll: prohibir [projˈβir], prohi-bir ’tiltani’.

### Hármashangzók
A spanyolban léteznek hármashangzók (triptongo) is, amelyek csak annyiban különböznek a kettőshangzóktól, hogy két félhangzó és egy szótagalkotó magánhangzó kapcsolatáról van szó: ebben az esetben az utóbbi az ún. vocal núcleo vagyis központi magánhangzó.
A kettőshangzóknál jóval ritkábban fordulnak elő: iai, iei, uai, uei, uau; például estudiáis [estuˈdjajs] ’tanultok’, no estudiéis [no estuˈdjejs] ’ne tanuljatok’, continuáis [kontiˈnwajs] ’folytatjátok’, no continuéis [no kontiˈnwejs] ’ne folytassátok’, guau [gwaw] ’wow!’
Az uai, uei hármashangzók szóvégi helyesírása -uay, -uey: Uruguay [uruˈgwaj], buey [bwɛj] ’ökör’.

## Mássalhangzók
A spanyolban kevesebb mássalhangzó-fonéma van, mint az őket jelölő betűk, vagyis egy hangnak több betű is megfelelhet, illetve ritkábban egy betű több hangot is jelölhet. Ideális esetben 19 mássalhangzó-fonéma van, amelyek a következők: /b/, /t͡ʃ/, /d/, /f/, /g/, /ʝ/, /x/, /k/, /l/, /ʎ/, /m/, /n/, /ɲ/, /p/, /r/, /rr/, /s/, /t/, /θ/; ahol a /b/, /d/ és gyakran a /g/ fonéma is szóközi helyzetben [β], [ð], [ɣ] hangokként valósul meg (részletesen lásd a kiejtés ismertetésénél). Valójában azonban az /ʎ/ ejtésmód csaknem minden nyelvjárásból kiveszett (lásd az ll betűnél), a /θ/ hangot pedig csak Spanyolországban használják, így a nyelvterület túlnyomó részén ma /ʎ/ = /ʝ/ és /θ/ = /s/, tehát a tényleges mássalhangzó-fonémák száma csak 17.
A fentiek alapján a mássalhangzó-állomány a képzés helye és módja szerint az alábbi táblázatban foglalható össze (a fonémák / /, a főbb allofónok [ ] jelek között szerepelnek):
| Hang         | Bilabiális | Bilabiális | Labiodentális | Labiodentális | Dentális  | Dentális  | Alveoláris | Alveoláris | Posztalveoláris | Posztalveoláris | Palatális | Palatális | Veláris | Veláris |
| ------------ | ---------- | ---------- | ------------- | ------------- | --------- | --------- | ---------- | ---------- | --------------- | --------------- | --------- | --------- | ------- | ------- |
| Orrhang      | /m/        | /m/        |               |               | /n/       | /n/       | /n/        | /n/        | /n/             | /n/             | /ɲ/       | /ɲ/       |         |         |
| Zárhang      | /p/        | /b/        |               |               | /t/       | /d/       |            |            |                 |                 |           |           | /k/     | /g/     |
| Réshang      | [β]        | [β]        | /f/           | /f/           | (/θ/)     | [ð]       | /s/        | /s/        |                 |                 | /ʝ/       | /ʝ/       | /x/     | [ɣ]     |
| Zár-rés-hang |            |            |               |               |           |           |            |            | /t͡ʃ/            | /t͡ʃ/            |           |           |         |         |
| Pergőhangok  |            |            |               |               | /r/, /rr/ | /r/, /rr/ | /r/, /rr/  | /r/, /rr/  | /r/, /rr/       | /r/, /rr/       |           |           |         |         |
| Oldalréshang |            |            |               |               | /l/       | /l/       | /l/        | /l/        | /l/             | /l/             | (/ʎ/)     | (/ʎ/)     |         |         |

A mássalhangzó-fonémák a szavakban – az -nn- és -rr- kivételével – csak egyszerű alakjukban fordulhatnak elő, a spanyolban az olasszal és a latinnal ellentétben a hosszúságnak nincs fonémaértéke. Az ll szintén nem valódi hosszú mássalhangzó, hanem egy külön hangot jelölő digráf.

### A magyartól eltérő olvasatú betűk és betűkapcsolatok ejtése
A mássalhangzókat jelölő 24 betű közül az f, k, l, m, p, t kiejtése mindig megegyezik a megfelelő magyar hangokéval. A magyar ejtéstől többé-kevésbé eltér az alábbi betűk és betűkapcsolatok kiejtése:
- b és v – mindkettő általában b-nek hangzik szó elején, valamint m vagy n után: baile [ˈbajle] ’tánc’, vida [ˈbida] ’élet’, tumba [ˈtumba] ’sír’ (főnév), envío [emˈbi.o] ’küldemény’; máskor lágy (a felső fogsor nélkül, csak az ajkakkal képzett) magyar v [β]: cantabas [kanˈtaβas] ’énekeltél’, vivimos [biˈβimos] ’élünk/éltünk’. A b-t t előtt p-nek ejtjük: obtengo [opˈtengo] ’(meg)szerzek’. (Vitatott, hogy valaha is létezett-e a spanyolban a b és a v spontán megkülönböztetése.[5])

Nyelvtörténeti megjegyzés
- c – kétféle ejtése lehetséges. Magas magánhangzók (e és i) előtt Spanyolország legnagyobb részén – néhány andalúziai város, valamint a Kanári-szigetek kivételével – az angol thing szóban lévő th-hoz hasonló [θ], máshol magyar sz [s]: cielo [ˈθjelo/ˈsjelo] ’ég’, celeste [θeˈleste/seˈleste] ’égi’. Minden más helyzetben (a, o, u és mássalhangzók előtt) a magyar k hangnak felel meg: casa [ˈkasa] ház, dicto [ˈdikto] ’diktálom’.
  - cc – betűkapcsolat, amely a cce és cci csoportokban fordul elő: a szabálynak megfelelően az első c-t k-nak, a másodikat sz-nek kell ejteni: acceder [akθeˈder/akseˈder] ’elmegy (valahova)’, diccionario [dikθjoˈnarjo/diksjoˈnarjo] ’szótár’.
  - ch – a magyar cs [t͡ʃ] hangnak felel meg (szóközi helyzetben olykor gyenge j-t is ejtenek utána): chico [ˈt͡ʃiko] ’kicsi/gyerek’, mucho [ˈmut͡ʃo] ’sok/nagyon’.
  - cn – általában kb. úgy hangzik, mint az -ngn- hangsor a lengne szóban [ŋn]: acné [aŋˈne] ’pattanás’, técnica [ˈteŋnika] ’technika’. Választékos beszédben ejthetik rendesen [kn]-nek is: acné [akˈne].
- d – a magyar d-nek felel meg, de a szókezdő helyzetet, valamint az ld, nd csoportokat kivéve – főleg magánhangzók között, különösképpen az -ado, -ada végződésben – gyengén ejtik (az angol zöngés th-ra hasonlít, mint a this szóban); a spanyolországi kötetlenebb nyelvben, valamint a latin-amerikai népies nyelvhasználatban az -ado végződésben el is tűnhet. Szó végén alig, vagy egyáltalán nem hallatszik, Spanyolországban (különösképpen a madridi köznyelvben) gyakran zöngétlenedik (mint az angol th a thing szóban): adónde [aˈðonde] ’hová’, soledad [soleˈða(ð)] ’magány’.
- g – kétféle ejtése lehetséges. Magas magánhangzók (e és i) előtt zöngétlen réshangnak ejtik, kb. mint a ch [x] a technika szóban (lásd még a j-nél): gente [ˈxente] ’emberek’, gigantesco [xiganˈtesko] ’óriási’. Máskor (a, o, u és mássalhangzó előtt) a magyar g hangnak felel meg, amelyet gyakran lazán ejtenek a szókezdő pozíciót, valamint az ng kapcsolatot kivéve, főként magánhangzók között: gato [ˈgato] ’macska’, gusto [ˈgusto] ’ízlés’, tengo [ˈteŋgo] ’nekem van’, lago [ˈlaɣo] ’tó’.
  - gu – betűkapcsolat, amely magas magánhangzók (e és i) előtt g (tehát az u néma), máskor gu [gu/gw] hangot jelöl (lásd még: kettőshangzók): guerra [ˈgɛrra] ’háború’, seguimos [seˈgimos] ’folytatjuk’, gusto [ˈgusto] ’ízlés’, guapa [ˈgwapa] ’csinos’ (lány).
  - gü – betűkapcsolat, amely magas magánhangzók (e és i) előtt gu [gw] hangot jelöl (lásd még: kettőshangzók): averigüemos [aβeriˈgwemos] ’derítsük ki’, lingüística [linˈgwistika] ’nyelvtudomány’.
  - gn – általában kb. úgy hangzik, mint az -ngn- hangsor a lengne szóban [ŋn]: indigno [inˈdiŋno] ’méltatlan’; választékos beszédben ejthetik rendesen [gn]-nek is: [inˈdigno]. Spanyolországban, főleg a madridi kiejtésben a g gyakran réshangként valósul meg: digno [ˈdixno] ’méltó’.
- h – mindig néma, de néhány jövevényszóban, földrajzi névben kiejtik: hombre [ˈombre] ’ember’, vehículo [beˈikulo] ’jármű’, de: hámster [ˈhamster] ’hörcsög’, Sáhara [ˈsahara] ’Szahara’.
- j – mint a ch [x] a technika szóban (ugyanúgy ejtik, mint a g-t magas magánhangzók előtt): jerarquía [xerarˈki.a] ’hierarchia’, Jorge [ˈxorxe] ’György’. Szó végén alig hallatszó g-szerű réshang: reloj [rreˈlɔˠ] vagy [rreˈlɔ] ’óra’ (szerkezet).
- ll – betűkapcsolat, amely eredetileg jésített (lágy) l-nek hangzik [ʎ], ez a kiejtés azonban mára nagyon kevés helyen maradt fent. A köznyelvben ma már teljesen ugyanúgy ejtik, mint az y mássalhangzót [ʝ] (a további ejtésváltozatokat lásd ott): llave [ˈʝaβe] ’kulcs’, amarillo [amaˈriʝo] ’sárga’. Mindamellett választékosabb nyelvben (főként Spanyolországban) igyekeznek az ll eredeti kiejtését megőrizni. Szókezdő helyzetben (a latin cl- és pl- folytatásaként) mindössze néhány – bár gyakran használt – szóban, illetve ezek származékaiban fordul elő: llaga ’seb, fekély’, llama ’láng’, llamar ’hívni’, llano (plano) ’sík(ság)’, llanto ’sírás’, llave (clave) ’kulcs’, llegar ’megérkezni’, lleno (pleno) ’teli’, llevar ’vinni’, llorar ’sírni’ és llover ’esni’ (eső).
- n – ejtése magyar n, kivétel az f, v, m mássalhangzók előtt, amelyekhez részlegesen hasonul, így inkább m-nek hangzik: enfermo [emˈfermo] ’beteg’, invento [imˈbento~imˈβento] ’találmány’, – az nm ejtése mm! – conmigo [komˈmigo] ’velem/magammal’, inmenso [imˈmenso] ’hatalmas, óriási’.
- ñ – a magyar ny vagy nj [ɲ] hangnak felel meg (hangsúlyos szótagot követően gyakran hosszabban ejtik): español [espaˈɲol] ’spanyol(országi)’, año [ˈaɲo] ’év’.
- q – csak a qu betűkapcsolatban fordul elő (lásd lentebb).
  - qu – betűkapcsolat, amely a que, qui csoportokban k hangot jelöl (durva hiba kv-nek ejteni!): queremos [keˈremos] ’akarunk’, quisimos [kiˈsimos] ’akartunk’.

Fontos!
- Ügyeljünk arra, hogy a kettőzött -rr- a kiejtésben is így hangzik és jelentésmegkülönböztető szereppel bír: például ( hallgat) pero [ˈpero] ’de’ / perro [ˈpɛrro] ’kutya’, vara [ˈbara] ’rúd’ / barra [ˈbarra] ’gerenda’, caro [ˈkaro] drága / carro [ˈkarro] ’szekér, kocsi’ stb.
- Az s ejtése magánhangzók között is zöngétlen, angol vagy olasz ismeretek hatására magánhangzók között z-nek ejteni durva hiba!

- r – magyar r, de szókezdő helyzetben és -n, -l, -s végződésű szótagokat követően, valamint magánhangzók között kettőzve hosszabban és pergetetten ejtik (mint a magyar durran szóban): res [rrɛs] ’jószág’, sonríe [sonˈrri.e] ’mosolyog’, alrededor [alrrɛðeˈðor] ’körül’, raramente [ˈrraraˌmente] ’ritkán’.
- s – minden helyzetben a magyar sz hanghoz hasonló, tehát mindig zöngétlen: esetleges zöngésülése legfeljebb az utána álló zöngés mássalhangzó hatására következhet be. Nyelvjárástól függően többféle ejtésváltozata létezik a magyar sz és s között, a spanyolországi északi nyelvjárásokban erősen közelít a magyar s-hez): sólo [ˈsolo] csak, rosa [ˈrrosa] rózsa. A dél-spanyol, a karibi, valamint a dél-amerikai nyelvjárások többségében mássalhangzó előtti és szóvégi helyzetben sokszor gyenge hehezetté alakul vagy egyáltalán nem hangzik.
- v – lásd: b.
- w – csak idegen – főleg német és angol – szavakban fordul elő. Ejtése német szavakban a b/v betűknél leírt szabályok szerint történik, angol szavakban a [gw] hangnak felel meg, például washingtoniano [gwoʃintoˈnjano] ’washingtoni’. Ma már a legtöbb w-vel kezdődő idegen szót, amely meghonosodott a spanyolban, v-vel vagy gu-val írják át a spanyol fonetikai szabályoknak megfelelően, például vatio ’watt’, güisqui ’whisky’ stb.
- x – magyar ksz-nek (vagy gsz-nek) hangzik, kivéve szó elején, ahol ejtése magyar sz. Mássalhangzó előtt Spanyolországban szintén többnyire csak sz-nek ejtik, illetve bizonyos szavakban magánhangzók között is sokszor sz-szé egyszerűsödik (bár a választékos beszédben ez utóbbi két esetekben is ksz-ként illendő ejteni): éxito [ˈeksito] ’siker’, explico [e(k)sˈpliko] ’magyarázok’, exacto [e(k)ˈsakto] ’pontos(an)’, tórax [ˈtoraks] ’mellkas’, xenofobia [senoˈfoβja] ’idegengyűlölet’, xilófono [siˈlofono] ’xilofon’. Néhány, a régi helyesírást őrző földrajzi- és személynévben, valamint ezek származékaiban kiejtése megegyezik a j betűével (vagyis ch, mint a technika szóban): México [ˈmexiko], mexicano [mexiˈkano], ’mexikói’, Ximena [xiˈmena]. (A México és Texas szavakat az Egyesült Államokban élő spanyolok – az angol hatására – sokszor ksz-szel ejtik, azonban ez a spanyol szabályok szerint hibás és kerülendő.)
- y – magánhangzó- és mássalhangzó-hangértékkel is bírhat. Magánhangzóként rövid i-nek felel meg az y [i] ’és’ kötőszóban, félhangzós i-nek a szó végén, mindig magánhangzó után: ley [lɛj] ’törvény’, soy [soj] ’vagyok’. Mássalhangzóként a magyar j-nél zártabban ejtik, mint például a jöjjön szóban [ʝ]; szó elején és n után inkább a magyar gy-re emlékeztet – egész pontosan gyj [ɟʝ]: ya [ɟʝa] ’már’, playa [ˈplaʝa] ’tengerpart’. Nyelvjárásonként sokféle ejtésváltozata lehetséges: Dél-Spanyolország, Dél-Amerika és Mexikó egyes vidékein magyar zs, Argentínában és Uruguayban magyar s is lehet. (Ugyanezen ejtésváltozatok vonatkoznak az ll betűre is a nyelvterület túlnyomó részén, ahol az [ʎ] hang eltűnt.)

Nyelvtörténeti megjegyzés
- z – Ugyanúgy ejtik, mint a c betűt e és i előtt, azaz Spanyolország legnagyobb részén az angol zöngétlen th-hoz hasonló (mint a thing szóban), máshol a magyar sz-nek felel meg, akárcsak az s: zona [ˈθona/ˈsona] ’térség/zóna’, corazón [koraˈθon/koraˈson] ’szív’ (szerv).

### Hosszú mássalhangzók
Néhány kivételtől eltekintve a spanyol mássalhangzók (a latintól és az olasztól eltérően) csak egyszerű formájukban – röviden – fordulnak elő a szavakban. Az ll csak írásban kettős mássalhangzó, mivel történetileg a latin -ll- (illetve szó elején a cl-, pl-) folytatása, viszont a kiejtésben külön hangot jelöl, így elemeire sem bontható.
- -rr- – hagyományos értelemben az egyetlen valódi hosszú mássalhangzó a spanyolban, amely az egyszerű r-rel szemben magánhangzók között jelentésmegkülönböztető szereppel bírhat (például coro ’kórus’ / corro ’futok’), ezért külön fonémának számít és írásban szét sem választható.
- -bb- – a sub- képzővel alkotott szóösszetételekben fordul elő, melyek második tagja b-vel kezdődik: subbético ’a Szubbetikai-hegységgel kapcsolatos’, subbloque ’alblokk’, subboreal ’északi sark alatti’.
- -nn- – szóösszetételekben, valamint néhány művelt eredetű latin átvételben fordul elő: perenne ’örökkévaló’, innato ’veleszületett’, sinnúmero ’számtalan’, ayúdennos ’segítsenek/segítsetek nekünk’ stb.

### Néma mássalhangzók
A néma ’mássalhangzók’ az írásban megjelenő, de nem ejtett mássalhangzók. Számuk nyelvjárásonként változó; itt a legáltalánosabb eseteket ismertetjük.
- b – s+mássalhangzó előtt általában (főként Spanyolországban) nem ejtik, sokszor írásban is elhagyható: abstener ’tartózkodni’ (szavazáson), o(b)scuro ’sötét’, su(b)stantivo ’főnév’, stb.
- d – szó végén, illetve Spanyolországban, valamint a latin-amerikai népies nyelvben az -ado végződésben gyakran nem ejtik: salud /salú(d)/ egészség, cantado /kantá(d)o/ ’énekelt [dal]’.
- h – néhány kölcsönszótól eltekintve mindig néma, a helyesírás történetileg őrzi azokban a szavakban, amelyek latinul is h-val, illetve f-fel kezdődtek: hora ’óra’ (időegység), historia ’történet, történelem’, habla (< lat. fabula) ’beszéd’, hiciste (< lat. fecisti) ’csináltál’, stb.
- n – s+mássalhangzó előtt (főleg Spanyolországban) gyakran nem ejtik, bizonyos szavakban írásban is elhagyható: constitución ’alkotmány’, tra(n)sformar ’átalakítani’, stb.
- s – a déli nyelvjárásokban mássalhangzó előtt (szó és szótag végén) gyakran alig hallható hehezetté válik, vagy teljesen elnémul, ilyenkor a következő mássalhangzó megnyújtása jelzi a kiejtésben, hogy előtte s áll: los más populares /lo-mmá-ppopuláre(s)/ ’a legnépszerűbbek’, los mismos /lo-mmimmo(s)/ ’ugyanazok’.
- u – g és e, i, valamint q és e, i között nem ejtik: az előbbi esetben csupán arra szolgál, hogy a g-t [g]-nek ejtsék: guerra ’háború’, Guillermo ’Vilmos’, que ’hogy’, quien ’aki’, stb.

### Idegen szavakban előforduló mássalhangzók
Kölcsönszavakban, nevekben előfordulhatnak olyan mássalhangzók, amelyek nem képezik részét a spanyol hangrendszernek. Ezeket az alábbiak szerint írják át:
- sh – magyar s, pl: flash ’vaku’. (Idegennyelv-ismerettel nem rendelkezők ezt a hangot ki sem tudják ejteni, így gyakran magyar cs-t ejtenek helyette.)
- ts, tz – a magyar cc hangnak felel meg: quetzal [keˈt͡sːal] (közép-amerikai színes trópusi madár).
- zh – magyar zs (hangutánzó szavakban).

## Szótagszerkezet
A szótagok megengedett legbonyolultabb felépítése az előforduló szerkezeteket figyelembe véve CCVCC vagy CCDC lehet, ahol a C mássalhangzót (=Consonante), a V magánhangzót (=Vocal), a D pedig kettőshangzót (=Diptongo) jelöl. A lehetséges variációk az alábbi táblázatban láthatóak összefoglalva.
| Szótag | Példa | Jelentés | Szótag | Példa      | Jelentés     | Szótag | Példa   | Jelentés  |
| ------ | ----- | -------- | ------ | ---------- | ------------ | ------ | ------- | --------- |
| CV     | casa  | ’ház’    | CCVC   | princesa   | ’hercegnő’   | CDC    | piel    | ’bőr’     |
| CVC    | barco | ’hajó’   | VCC    | extraño    | ’különös’    | CCD    | traigo  | ’hozok’   |
| V      | ala   | ’szárny’ | CVCC   | mixto      | ’kevert’     | D      | aire    | ’levegő’  |
| CCV    | prado | ’liget’  | CCVCC  | transporte | ’közlekedés’ | CCDC   | cliente | ’ügyfél’  |
| VC     | alto  | ’magas’  | CD     | peine      | ’fésű’       | DC     | huelga  | ’sztrájk’ |

## Hangsúlyozás
A hangsúly természete a spanyolban elsődlegesen zenei – vagyis a hangsúlyos szótagot a többihez képest magasabb tónussal ejtik –, melyet általában a hangsúlyos szótag hosszabb vagy erőteljesebb ejtése kísér. A hangsúlynak ezen túlmenően jelentésmegkülönböztető szerepe lehet, ezért fontos a szavak helyes hangsúlyozással történő ejtése. Az alábbiakban a hangsúlyozást hangtani szempontból tárgyaljuk; a hangsúlyt jelölő ékezet használata tekintetében részletes információért lásd a →spanyol helyesírás szócikk vonatkozó fejezetét.

### Alapelvek
A spanyol szavak hangsúlya az utolsó három szótag valamelyikére esik. E szabály alól kivételt képezhetnek a hangsúlytalan simuló névmásokkal, illetve a -mente határozóképzővel ellátott szavak, amelyek főhangsúlya – eredeti helyét megtartva – eshet a szó végétől számított harmadik szótagnál előbbire is. Természetszerűleg az egy szótagú szavak csak hangsúlyosak vagy hangsúlytalanok lehetnek, a két szótagúak hangsúlya pedig csak az első vagy az utolsó szótagra eshet, míg a három szótagúaké az elsőre, a középsőre vagy az utolsóra. Mindezt figyelembe véve, hangsúlyozásuk alapján a spanyol szavak négy fő csoportba sorolhatóak:
Nyelvtörténeti megjegyzés
1. Az utolsó előtti szótagon hangsúlyos, vagyis másodéles szavak (palabras llanas vagy graves, görögös szóval paroxítonas), amelyek a leggyakoribbak: a hangsúlyukat akkor nem jelölik, ha végződésük magánhangzó, magánhangzó+n vagy magánhangzó+s; például canto ’énekelek’, cantas ’énekelsz’, cantaron ’énekeltek (ők)’, carácter ’jelleg’, fácil ’könnyű’ stb.
2. Az utolsó szótagon hangsúlyos, másképpen végéles szavak (palabras agudas vagy oxítonas): a hangsúlyukat akkor nem jelölik, ha – a fenti kivételekkel – mássalhangzóra végződnek; például cantad ’énekeljetek’, destructor ’kártevő’, eficaz ’hatékony’, miraré ’nézni fogom’, compás ’ütem’, avión ’repülőgép’ stb.
3. A szó végétől számított harmadik szótagon hangsúlyos, azaz harmadéles szavak (palabras esdrújulas vagy proparoxítonas): a hangsúlyukat minden esetben ékezettel jelölik; például espíritu ’lélek’, amábamos ’szerettünk’, hábitat ’élőhely’ stb.
4. A szó végétől számított harmadik szótagnál még előbbi szótagon hangsúlyos (negyedéles, ötödéles) szavak (palabras sobresdrújulas vagy superproparoxítonas): csak akkor fordulnak elő, ha egy igealakhoz két simuló névmás kapcsolódik, valamint a -mente végű határozóknál. Hangsúlyukat minden esetben ékezettel jelölik; például cántaselo ’énekeld el neki’, últimamente ’mostanában’ stb.

Függetlenül attól, hogy a szó melyik hangsúlyozási csoportba tartozik, ha hangsúlya nyíltabb magánhangzó (a, e, o) környezetében lévő i-re vagy u-ra esik a kiejtésben, minden esetben jelölik, máskülönben – helyesírási megfontolásokból – félhangzónak számítana, amely viszont nem alkotna külön szótagot: például búho ’bagoly’, frío ’hideg’, raíz ’gyökér’, laúd ’lant’. Ez nem érvényes az iu és ui kapcsolatokra, mivel ezek első tagja minden esetben félhangzó: [ju] és [wi].
A helyes hangsúlyozással történő ejtés fontos, mivel a hangsúlynak jelentésmegkülönböztető szerepe van: continuo [konˈtinwo] ’folyamatos’ / continúo [kontiˈnu.o] ’folytatom’ / continuó [kontiˈnwo] ’folytatta’, secretaria [sekreˈtarja] ’titkárnő’ / secretaría [sekretaˈri.a] ’titkárság’.

### Hangsúlytalanul és hangsúlyosan használt szavak
Bizonyos szavakat hangsúlytalanul használnak a mondatban, míg más esetben a hangsúlytalan vagy hangsúlyos használat között jelentésbeli különbség van.
Hangsúlytalanok
- az elöljárószók (kivéve a según), kötőszók, névelők;
- a vonatkozó névmások (kivéve a névelővel használt cual);
- a személyes névmások igével használt alakjai (másképpen: hangsúlytalan személyes névmások)
- a birtokot megelőző birtokos névmások (determinánsok).

Hangsúlyosak
- a főnevek, a melléknevek és a határozószók, valaint az igék (beleértve a segédigéket is);
- a kérdő vagy felkiáltó és a mutató névmások;
- az alany- és elöljárós esetű személyes névmások (másképpen: hangsúlyos személyes névmások);
- a birtok után álló birtokos jelző, illetve az önállóan használt birtokos névmás.

Az emfatikus hangsúly
Bizonyos, a fentebb leírtak szerint hangsúlytalanul használt szavak kivételes esetben hangsúlyt kaphatnak, ha kiemelő szerepük van a beszédfolyamban. Az ilyen hangsúlyt emfatikusnak nevezzük: pl. Esta es MI casa ’Ez az ÉN házam’ vs. Esta es mi casa ’Ez a házam’; Quiero UN café ’EGY kávét szeretnék’ [nem többet] vs. Quiero un café ’Szeretnék egy kávét’. Az emfatikus hangsúlynak csak pragmatikus szerepe van, fonológiai jelentősége nincs.

## A spanyol beszéd jellemzői
Érdemes még említést tenni a spanyol prozódia magyartól eltérő néhány sajátosságáról, vagyis azokról az íratlan szabályokról, amelyek az élőbeszéd folyamatosságát és a nyelv dallamosságát biztosítják. Egy kezdő nyelvtanuló hiába sajátítja el tökéletesen a fent leírtak alapján a spanyol szavak kiejtését, a beszéd hallatán kezdetben akadhatnak nehézségei a folyamatos megértésben. A spanyol ajkúak ugyanis – ellentétben a magyarral – nem ejtenek minden szót külön, elhatároltan a többitől a mondatban, hanem „összeolvassák” őket. Ily módon a szavak találkozásánál egymás mellé kerülő magánhangzók a kiejtésben összevonódnak, azokat egy szótagként ejtik ki, vagyis egy spanyol mondat gyakran úgy hangzik, mint egyetlen (hosszabb) szó. Például a ¿Qué va a hacer? ’Mit fog csinálni?’ kiejtése nem [ˈke βa a aˈser] (ahogy mi mondanánk), hanem [ˈkeβaˈser] vagy (Spanyolországban) [ˈkeβaˈθer] (ez sokszor félreértésre is adhat okot a latin-amerikai kiejtésben, ugyanis például ebben a konkrét esetben a ¿Qué va a ser?, azaz ’Mi lesz?’ pontosan ugyanígy hangzik). Az erőltetett hangzás (cacofonía) elkerülése végett sokszor bizonyos mássalhangzókat sem ejtenek ki, ilyen például az s+l, illetve s+r találkozása a szóhatároknál (utóbbi esetben az r-et ejtik hosszabban): todas las tardes [ˈtoðalasˈtardes], todos los recursos [ˈtoðolorreˈkursos]. A gyors beszédben szóvégi -d általában csak akkor hangzik, ha utána magánhangzóval kezdődő szó következik, a gyakori kifejezésekben még akkor sem: például la verdad es que… ’az igazság az, hogy…’ kiejtve rendszerint [la.βer.ˈðaes.ke…].
A franciául vagy olaszul tudókat ezek a sajátosságok bizonyára nem lepik meg, csak míg ezekben a nyelvekben a hangösszevonások írásban is megjelennek – a rövidüléseket aposztróf jelzi –, addig a spanyol helyesírás nem jelöli, így a nyelvtanulónak kezdetben sok gyakorlás szükséges a folyamatos beszéd megértéséhez. Mindazonáltal a spanyol írás és kiejtés között nincsenek túl nagy különbségek, így a beszédértés is sokkal könnyebben megtanulható, mint az angol vagy a francia esetében.

## Eltérések a spanyolországi és a latin-amerikai spanyol között

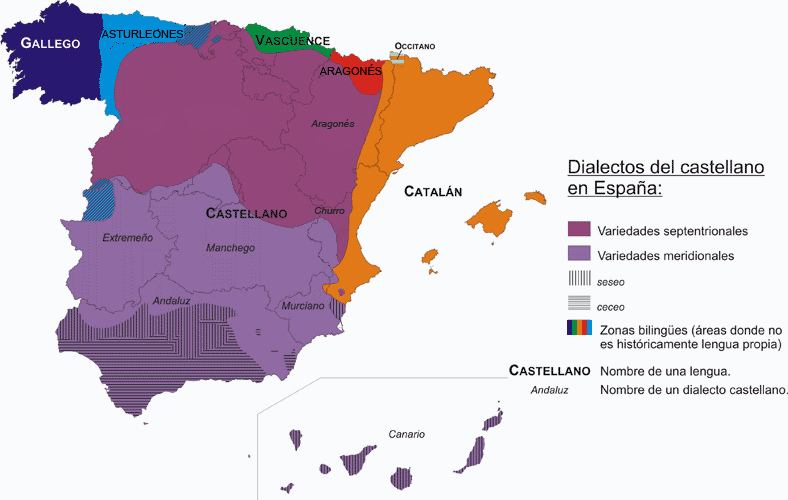
Nyelvjárások Spanyolországban

Mindenekelőtt tisztázni kell, hogy ez a meghatározás nem túl pontos, ugyanis Spanyolországban is, és Hispano-Amerikában is számos nyelvváltozat él. Általánosságban, spanyolországi spanyolon a félsziget középső és északi nyelvváltozatait kell érteni, amelyek kiejtésben észrevehetően eltérnek a latin-amerikai nyelvhasználattól (a jellemzők leírásánál a madridi köznyelvet vettük alapul). Az alábbiakban megpróbáljuk összefoglalni a lényegesebb kiejtésbeli eltéréseket anélkül, hogy elvesznénk a kisebb fonetikai és regionális ejtésbeli részletekben.

### A spanyolországi spanyol
- A ce, ci csoportok c-jét, valamint a z-t „selypített” sz-nek ejtik (zöngétlen interdentális réshang), mint az angol think szó th-ját.
- Az s kiejtése sokszor a magyar s-éhez közelít (mint a finnben vagy a görögben) a középső és az északi területeken. A szóvégi -s részlegesen hasonul az őt követő zöngés szókezdő mássalhangzóhoz, így [r]-nek hangzik (rotacizmus).
- A ch ejtése inkább a magyar c-hez közelít.
- A d az -ado végződésben (a választékos kiejtéstől eltekintve) nem hangzik, szó végén Kasztíliában az angol th-hoz hasonlóan ejtik (mint a think szóban), vagy néma.[8]
- Az /x/ – írásban ge, gi, j – igen erősen ejtett, érdes torokhang, mint a holland g.
- A /g/ hangot – a szókezdő helyzettől, valamint az ng kapcsolattól eltekintve – „lenyelik”, azaz kb. a francia „raccsoló” r-hez hasonlóan ejtik. A g-t mássalhangzó előtt (szótag végén) nem [g]-nek, hanem zöngétlen réshangnak ejtik, mint e, i előtt.[8]
- Az ns+mássalhangzó kapcsolatok /n/-jét, illetve a -cce-, -cci- csoportok a /k/-ját nem ejtik, az x minden helyzetben [s]-nek hangzik.[8]
- Gyakran egyéb „művelt” mássalhangzó-csoportokat (ct, pt, ps, gn stb.) is leegyszerűsítenek .[8]

### A latin-amerikai spanyol
- A ce, ci csoportok c-jét, valamint a z-t rendes magyar sz-nek ejtik (l. →seseo).
- Az s rendes magyar sz-nek hangzik; a Karib-térségben, Dél-Amerika északi partjai mentén (Kolumbia, Venezuela), valamint legdélebbi területein (Argentína, Uruguay, Chile) a szóvégi, valamint a mássalhangzó előtti s gyengén hangzik (hehezetté alakul), olykor alig hallatszik (mint az andalúz nyelvjárásban).
- A ge, gi csoportok g-jét, valamint a j-t lágyabban ejtik, mint Spanyolországban (sok helyütt egyszerű hehezetnek hangzik).
- A mássalhangzó-kapcsolatokat rendesen kiejtik, az x mindig [ks]-nek hangzik.
- Argentínában és Uruguayban az y és ll betűkkel jelölt hangot s-nek vagy zs-nek ejtik.
- Latin-Amerikában (a Karib-térséget leszámítva) általában lassabban, „tisztábban” és érthetőbben beszélnek, mint Spanyolországban.

### Összehasonlító táblázat
Az alábbiakban néhány példa látható a spanyolországi, illetve a latin-amerikai köznyelv közötti eltérésekre:
| Szó          | Spanyolországi ejtésmód | Latin-amerikai ejtésmód |
| ------------ | ----------------------- | ----------------------- |
| auxilio      | [awˈśiljo]              | [awkˈsiljo]             |
| construcción | [kośtruˈθjon]           | [konstrukˈsjon]         |
| digno        | [ˈdixno]                | [ˈdigno]                |
| Madrid       | [maˈðriθ] vagy [maˈðri] | [maˈðrið]               |
| mujer        | [muˈχɛr]                | [muˈher]                |
| obstáculo    | [ośˈtakulo]             | [obsˈtakulo]            |
| pescado      | [peśˈkao]               | [pesˈkaðo]              |